# Pepe el de la Matrona
José Núñez Meléndez, conocido como Pepe el de la Matrona o Pepe de la Matrona (Sevilla, 4 de julio de 1887-Madrid, 8 de agosto de 1980), fue un cantaor flamenco español.

## Biografía
Nació en el barrio sevillano de Triana (Sevilla) y su apodo le vino de la profesión de su madre. Se inició muy joven: en 1899, con solo 12 años, realizó su primera aparición pública en una taberna de Burguillos. Posteriormente actuó en España, Cuba, México, Estados Unidos, Canadá, Francia y demás países europeos, permaneciendo activo hasta una avanzada edad.
Se le considera un destacado artista de la edad de oro del flamenco, dotado de un vasto conocimiento enciclopédico de los diferentes palos. Destacó por la pureza de su estilo tradicional siendo considerado por los aficionados como una fuente en la que aprender los auténticos cantes.
Dejó para la posteridad una colección de grabaciones: Tesoros del flamenco antiguo, con gran diversidad de estilos como bulerías, cantiñas, cañas, caracoles, deblas, fandangos, malagueñas, peteneras, polos, romeras, seguiriyas, serranas, soleás, tangos y tonás.